# Мобільне телебачення

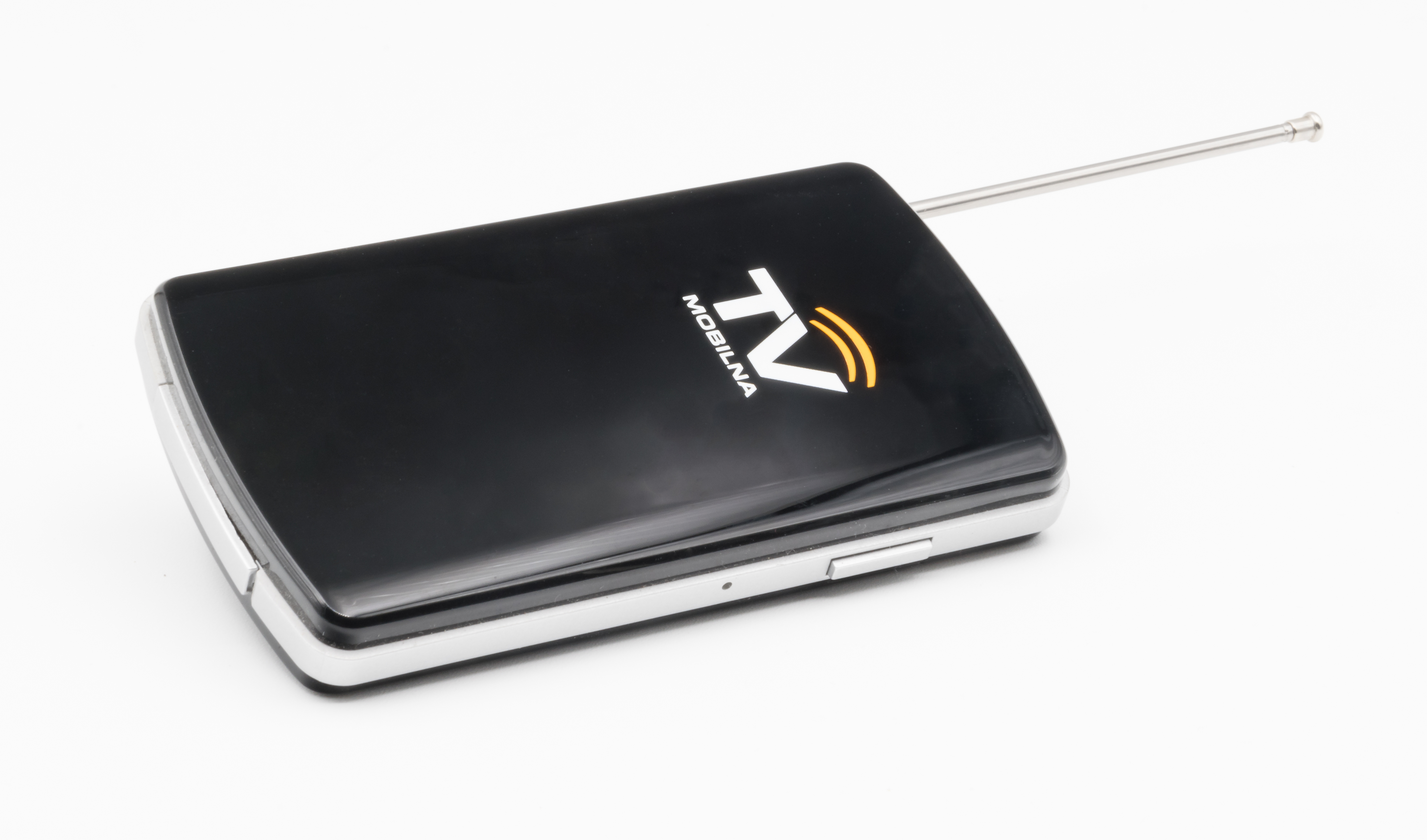
Мобільний декодер M-T 5000

Мобі́льне телеба́чення — це послуга, що надає можливість передплатникам дивитися телевізійні програми, що доставляються за допомогою мобільних телекомунікаційних мереж. Це також одна з можливостей, що надаються 3G-мережами. Дана технологія вперше була запущена в Південній Кореї в 2005 році.

## Стандарти мобільного телебачення
- ATSC-M/H;
- CMMB (China Mobile Multimedia Broadcasting) — Китай;
- DAB-IP (Digital Audio Broadcast) — Англія;
- T-DMB (Terrestrial Digital Mulitmedia Broadcast) — Південна Корея, Німеччина;
- S-DMB (Satellite Digital Multimedia Broadcast) — Південна Корея, Японія;
- DVB-H — Росія;
- DVB-SH;
- HSPA;
- ISDB-T (Integrated Service Digital Broadcasting) — Японія, Бразилія;
- 1seg (One Segment) — Мобільне телебачення в ISDB-T;
- MediaFLO — запущено в США, випробувано в Англії і Німеччини.

Європейський Союз затвердив як стандарт цифрового телебачення технологію DVB-H / DVB-SH в 2008 році.